# Amt Laage
Das Amt Laage liegt in der Mitte des Landkreises Rostock in Mecklenburg-Vorpommern (Deutschland).

## Beschreibung
In diesem Amt sind drei Gemeinden und die Stadt Laage, in der sich der Verwaltungssitz befindet, zur Erledigung ihrer Verwaltungsgeschäfte zusammengeschlossen. Das Amt wurde am 1. August 2004 aus dem ehemaligen Amt Laage-Land und der vormals amtsfreien Stadt Laage gebildet. Die zu diesem Zeitpunkt noch selbständige Gemeinde Weitendorf wurde am 1. Juli 2006, Diekhof zum 26. Mai 2019 nach Laage eingemeindet.
Zwischen Rostock und Güstrow gelegen, fließt die Recknitz in einem breiten Urstromtal durch das hügelige Amtsgebiet. Nahe Lüningsdorf erreicht der Schmooksberg 127,5 m ü. NHN. Auf dem Schmooksberg befindet sich eine von bundesweit sechs SREM-Radaranlagen der Deutschen Flugsicherung.
Von den zahlreichen Seen im Amtsgebiet sind der Hohen Sprenzer See und der Dolgener See erwähnenswert.
Das Gebiet wird vornehmlich von der Landwirtschaft geprägt. In und um Laage und dem hier befindlichen Flughafen Rostock-Laage haben sich mehrere Industrie- und Dienstleistungsbetriebe angesiedelt.
Durch das Amtsgebiet verlaufen die Bundesstraßen 103 und 108, die Bundesautobahn 19 (Berlin–Rostock) sowie die Bahnlinie von Berlin nach Rostock.

## Die Gemeinden mit ihren Ortsteilen
- Dolgen am See mit Dolgen, Friedrichshof, Groß Lantow, Kankel, Sabel und Striesdorf
- Hohen Sprenz mit Dudinghausen, Klein Sprenz und Woland
- Stadt Laage mit Alt Diekhof, Alt Rossewitz, Breesen, Diekhof, Diekhof Siedlung, Drölitz, Jahmen, Klein Lantow, Knegendorf, Korleput, Kritzkow, Kronskamp, Liessow, Lissow, Lissow-Bau, Lüningsdorf, Pinnow, Pölitz, Striesenow, Subzin, Schweez und Weitendorf
- Wardow mit Alt Kätwin, Goritz, Groß Ridsenow, Klein Ridsenow, Kobrow, Kossow, Neu Kätwin, Polchow, Spotendorf, Teschow, Vipernitz und Wozeten

## Politik

### Wappen, Flagge und Dienstsiegel
Das Amt Laage führt kein eigenes Wappen und keine eigene Flagge. Als Dienstsiegel führt es das kleine Landessiegel des Landes Mecklenburg-Vorpommern mit dem Wappenbild des Landesteils Mecklenburg, einem hersehenden Stierkopf mit abgerissenem Halsfell und Krone.

## Belege
1. ↑  Statistisches Amt M-V – Bevölkerungsstand der Kreise, Ämter und Gemeinden 2023 (XLS-Datei) (Amtliche Einwohnerzahlen in Fortschreibung des Zensus 2011) (Hilfe dazu).